# Koffoleania michaellae
Koffoleania michaellae là một loài bướm đêm trong họ Noctuidae.